# Zenon Przybyszewski Westrup
Zenon Przybyszewski Westrup, Zenon P. Westrup (ur. 28 września 1895 w Kongsvinger, zm. 27 listopada 1988 w Middelfart) – szwedzki dyplomata, syn Stanisława i Dagny Przybyszewskich. Brat Iwy (primo voto Bennet, secundo voto Dahlin).
Po śmierci matki (1901) znajdował się pod opieką Laury Pytlińskiej, aktorki, córki Marii Konopnickiej. Adoptowany przez siostrę Dagny Gudrun Westrup i jej męża Wilhelma, wychował się w Szwecji. Ze swoim ojcem nawiązał kontakt korespondencyjny dopiero kilka lat przed śmiercią Stanisława.
Studiował na Uniwersytecie Oksfordzkim w Pembroke College. Karierę dyplomatyczną rozpoczął w 1920 roku. Pracował w szwedzkich placówkach dyplomatycznych w Paryżu, Brukseli i Hadze, w 1927 roku został wicekonsulem w Londynie. Był członkiem delegacji szwedzkiej na konferencję rozbrojeniową w Genewie (1932). W latach 1940–1946 był posłem nadzwyczajnym w Bernie.
Był właścicielem dóbr ziemskich. Uprawiał czynnie jazdę konną. Ożenił się z baronessą Anną De Geer. Jest autorem wspomnień Jag har varit i Arkadien.

## Ordery i odznaczenia
- Komandor 1. Klasy Orderu Gwiazdy Polarnej (Szwecja)[4]
- Krzyż Wielki Orderu Feniksa (Grecja)[4]
- Wielki Oficer Orderu Gwiazdy Czarnej (Francja)[4]
- Komandor 1. Klasy Orderu Białej Róży Finlandii[4]
- Komandor z Gwiazdą Orderu Odrodzenia Polski[4]
- Komandor Orderu Korony (Belgia)[4]
- Oficer Orderu Legii Honorowej (Francja)[4]
- Kawaler Orderu Leopolda (Belgia)[4]
- Kawaler Orderu Oranje-Nassau (Holandia)[4]